# Велокс, Орайан
Орайан Велокс (англ. Oryan Velox; 28 октября 2004, Лею, Сент-Винсент и Гренадины) — сент-винсентский футболист, нападающий сборной Сент-Винсента и Гренадин.

## Карьера в сборной
Впервые был вызван в основную сборную Сент-Винсента и Гренадин в июне 2021 года на матчи первого отборочного раунда чемпионата мира 2022 против сборных Гватемалы и Кубы. Дебютировал 4 июня в игре с Гватемалой (0:10), появившись на замену после перерыва.